# Championnat d'Autriche féminin de football 1985-1986
Navigation
Édition précédente Édition suivante
La saison 1985-1986 du Championnat d'Autriche féminin de football (Österreichische Fußball-Frauenmeisterschaft) est la dix-septième saison du championnat.
C'est la quatrième saison organisée par la fédération autrichienne de football. Auparavant, depuis 1972 le championnat était organisé par la ligue de football de Vienne.
Comme il n'y a pas eu de promotion ni de relégation, ce sont les mêmes équipes qui disputent le championnat, le KSV Wiener Berufsschulen se renomme Wiener Berufsschulen CA et le DFC Alland-Brunn devient le DSC Austria Brunn.

## Organisation
La compétition se déroule en mode championnat, chaque équipe joue deux fois contre chaque équipe adverse participante, une fois à domicile et une fois à l'extérieur.

## Compétition
Une victoire = 2 points, un match nul = 1 point.

### Classement
| Rang | Équipe                   | Pts | J  | G  | N | P  | Bp | Bc | Diff |
| ---- | ------------------------ | --- | -- | -- | - | -- | -- | -- | ---- |
| 1    | 1. DFC Leoben            | 26  | 14 | 12 | 2 | 0  | 35 | 12 | +23  |
| 2    | LUV Graz Damen           | 21  | 14 | 10 | 1 | 3  | 38 | 17 | +21  |
| 3    | USC Landhaus C           | 20  | 14 | 9  | 2 | 3  | 34 | 12 | +22  |
| 4    | Wiener Berufsschulen CA  | 14  | 14 | 6  | 2 | 6  | 19 | 23 | -4   |
| 5    | Union Kleinmünchen       | 12  | 14 | 5  | 2 | 7  | 35 | 39 | -4   |
| 6    | DFC Ostbahn XI           | 11  | 14 | 3  | 5 | 6  | 24 | 31 | -7   |
| 7    | DSC Austria Brunn        | 6   | 14 | 1  | 4 | 9  | 22 | 29 | -7   |
| 8    | ESV Stadlau/Kaisermühlen | 2   | 14 | 0  | 2 | 12 | 14 | 58 | -44  |

| Légende : Qualifications et relégations | Légende : Qualifications et relégations                            |
| --------------------------------------- | ------------------------------------------------------------------ |
|                                         | Champion d'Autriche                                                |
|                                         | Relégué en deuxième division                                       |
|                                         | T : Tenant du titre P : Promu C : Vainqueur de la Coupe d'Autriche |